# Banalia (territoire)
Le Territoire de Banalia est une entité administrative déconcentrée de la province de la Tshopo en république démocratique du Congo d'une superficie de 24 430 km et la taille de la population est estimée de 493 697 dont Monsieur Ntenafango Nkoyi Joseph Marie-Aurevoir est l'administrateur.

## Géographie

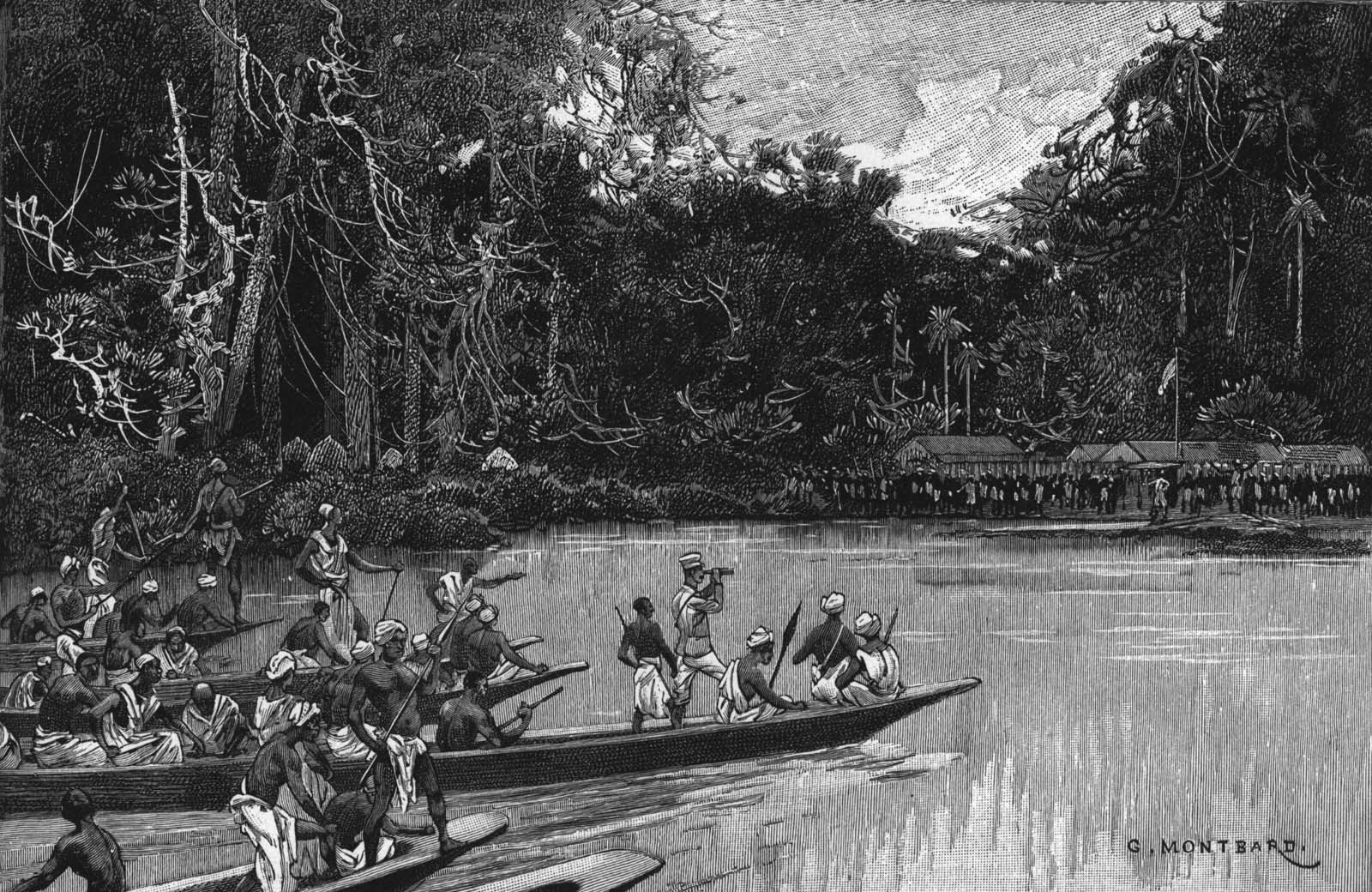
L'expédition de secours à Emin Pasha à Banalia

Il s'étend au nord de la ville de Kisangani.

## Histoire
La localité fut l'une des étapes importantes lors de l'expédition de secours à Emin Pasha. Le 15 mars 1933 de l'ordonnance N° 40/A.I.Mo. pour création le territoire de Banalia par l'autorité coloniale, est une entité déconcentrée de la province de la Tshopo depuis transmission du circulaire N°001/MININTERSEC/2015 du Vice-premier ministre, Ministre l'intérieur et sécurité.

### Localisation
Sa localisation est au nord de la ville de Kisangani.  Les coordonnées géographiques sont de 1°33’0″ N et 25°19’60’’E. Son altitude est de 432 m

### Climat
Le territoire de Banalia a le climat tropical.

### Saison
Il a deux saisons qui suivent : 
1. la saison A qui commence de septembre au mois de février;
2. la saison B quant à elle va de mars juss'au mois d’août et sa température varie selon les saisons.

### Type de Sol
Le sol de territoire de Banalia est argilo-sablonneux et le relief est formé de forêt tropicale.

## Environnement

### Hydrographie
Le territoire est traversé par des cours d’eau et des chutes. Les plus importants sont : 
1. Au Nord, la rivière Tele;
2. De l’est à l’ouest en passant par le centre la rivière Aruwimi;
3. et au Sud par la rivière Lindi. Il est limité au nord par la province voisine du Bas-Uélé et au sud par la ville de Kisangani (chef-lieu) de la province, à l’est par le territoire de Bafwasende et à l’ouest par les territoires d’Isangi et de Basoko.

### Richesse
Sa distinction par rapport aux autres territoires est qu'il y a la présence des minerais (diamant et Or), un poisson appelé « Sulu », 
la présence des pygmées au secteur Popoyi et l’impraticabilité de ses rivières (Aruwimi, Lindi, Tele).
Signalons que les adultes sont plus des analphabètes et l’enclavement pour les routes en dessertes agricoles (axe Banalia- Panga 144 km, Banalia – Mara 45 km, Kole – Mangi 52 km…).

### Tribus et Langues
Voici les tribus qui sont présents dans le territoire de Banalia :
1. Manga (40%);
2. Ngelema (35%);
3. Boa (10%);
4. Popoyi (10%);
5. Baboro (5%).

Les langues parlées par la population de ce territoire : 
1. Swahili 50%
2. Lingala 22%
3. Kingelema 10%
4. Kimanga 8%
5. Kipopoyi 6%
6. Kiboa 4%.

Le swahili est la langue la plus parlée par la population dans tout le territoire, le lingala est surtout parlé par les ressortissants d’autres territoires ou provinces, le Kingelema est une langue vernaculaire parlée par une minorité des peuples autochtones du centre de Banalia au secteur Bangba (Ngelema) et la chefferie de Baboro, le Kimanga est parlé au sud dans le secteur Bamanga, le Kipopoyi au nord-est dans le secteur Popoyi et le Kiboa au nord – ouest dans secteur Baboa de Kole.

### Principales activités
Les principales activités de ce territoire sont :
1. Agriculture 35%
2. Chasse 25%
3. Elevage 20%
4. Pêche 12%
5. Petit commerce 8%

À part l’agriculture vivrière, il existe une plantation industrielle appartenant à la société CABEN (cacaoyer de Bengamisa). Alors qu'une grande partie du territoire est couvert de forêt, l’agriculture et la chasse dominent, l’élevage pour substitution aux viandes de gibier en cas de fermeture de la chasse. La pêche et le petit commerce sont exercés par une minorité de la population.

## Subdivisions
Le territoire est constitué d'une commune, d'une chefferie et quatre secteurs :
| Subdivision    | Statut    |
| -------------- | --------- |
| Banalia        | Commune   |
| Baboro         | Chefferie |
| Baboa de Kole  | Secteur   |
| Bamanga        | Secteur   |
| Banalia-Bangba | Secteur   |
| Popoy          | Secteur   |

## Économie
La région est par ailleurs riche en minerai de fer, qui devait alimenter l'usine sidérurgique de Maluku.